# Khánh Thượng, Khánh Vĩnh
Khánh Thượng là một xã thuộc huyện Khánh Vĩnh, tỉnh Khánh Hòa, Việt Nam.
Xã Khánh Thượng có diện tích 208,54 km², dân số năm 1999 là 1441 người, mật độ dân số đạt 7 người/km².